# Australopitecins
Els australopitecins (Australopithecina) són un membre fòssil d'homínid del gènere relacionat amb Australopithecus i Paranthropus. També pot incloure membres de Kenyanthropus, Ardipithecus, i Praeanthropus. El terme prové d'una classificació anterior com a membres d'una subfamília diferent, els Australopithecinae. Es classifiquen dins de la subtribu Australopithecina dels Hominini tribu. Són els parents propers extingits dels humans moderns i, juntament amb el gènere actual Homo, formen el clade humà. Els membres del clade humà, és a dir, els Hominini després de la separació dels ximpanzés, s'anomenen Hominina Els termes australopitecins, et. al., provenen d'una classificació anterior com a membres d'una subfamília diferent, els Australopithecinae. Els membres d'Australopithecus de vegades es coneixen com els "australopitecs gràcils", mentre que els Paranthropus s'anomenen els "australopitecins robustos".
Els australopitecs es van produir a la subèpoca del Miocè superior i eren bípedes, i eren dentalment semblants als humans, però amb una mida cerebral no molt més gran que la dels micos moderns. s, amb menor encefalització que en el gènere Homo. Els humans (gènere Homo) poden haver descendit d'avantpassats australopitecins i dels gèneres Ardipithecus, Orrorin, Sahelanthropus i Graecopithecus són els possibles avantpassats dels australopitecs.
El gènere Australopithecus inclou els denominats australopitecs gràcils (A. afarensis, A. africanus, A. garhi, A. bahrelghazali), mentre que el gènere Paranthropus inclou els espècimens robusts (P. aethiopicus, P. boisei, P. robustus).
Els parantrops o australopitecins robustos representen una branca evolutiva dels australopitecins que evolucionà envers formes més robustes, d'hàbits omnívors i vegetarians. Això es veu en el fet que els Paranthropus presenten mandíbules molt desenvolupades i adaptades a una masticació intensiva.
Per una altra banda trobem una segona branca evolutiva amb formes més gràcils, els quals evolucionaren envers les formes omnívores i carnívores representades pel gènere Homo. Australopithecus africanus és actualment considerat com la baula que uneix Australopithecus i Homo.